# FOOL'S MATE
『FOOL'S MATE』（フールズメイト）は、1977年に創刊された日本の音楽雑誌。2012年12月発売の第376号をもって、以降の新刊の発行を停止。

## 概要
1977年に初代編集長でもある北村昌士によって創刊（創刊号は1977年8月号）。当初の判型はA4判で、後にB5判になり、さらにA4変型となった。
「Fool's mate」はもともとはチェスの用語で、白黒双方が協力して最短でチェックメイトに至る手のことであるが、本誌の誌名は直接的には、ピーター・ハミルのファースト・ソロ・アルバム『フールズ・メイト』から採られている。そもそも雑誌のスタートは、ハミルが率いるバンド、ヴァン・ダー・グラフ・ジェネレーターのファンジンであり、ブリティッシュ・プログレッシブ・ロックの専門誌として創刊した。
やがて、クラウトロック、ニュー・ウェイヴ、ポストパンクといった当時の先端的な音楽を記事の中心とし、ウィリアム・バロウズなどのサブカルチャーまでを取り扱うようになった。
北村以外には、北村の後に編集長となった羽積秀明、瀧見憲司らが編集に携わり、メルツバウの秋田昌美らも記事を執筆していた。
1990年代に入ると、『FOOL'S MATE』は通巻100号を機に洋楽専門誌と邦楽専門誌に分割された。洋楽専門誌は『MIX』となり、後に『remix』に改名しクラブカルチャー誌となった。一方、邦楽専門誌が本誌の誌名を継いだが、後にヴィジュアル系ロック専門誌に衣替えして初期とはまったく異なる内容となった。ちなみに『remix』は七尾旅人が表紙の2009年10月号で編集部が総入れ替えになるとアナウンスされたが、続刊はなくそのまま休刊した。
2012年10月に「リニューアルのお知らせ」として季刊への移行をアナウンスしたが、同年12月発売の第376号をもって、紙媒体での新刊の発行を停止した。
2013年3月14日、ニコニコ生放送「FOOL'S MATE channel」を開設。現在は「FRESH! by CyberAgent」でも生配信している。